# نيو ميدو
نيو ميدو (بالإنجليزية:New Meadow), والمعروف أيضا باسم غرينهوس ميدو؛ لأغراض الراعي، هو ملعب كرة قدم في شروسبيري، بإنجلترا، المملوك لنادي شروزبري الإنجليزي.
يقع الملعب على المشارف الجنوبية لشروزبوري، شروبشاير، بين قوس ميول ومزارع ساتون مشرفا على طريق أوتيلي. شرع في بنائه في منتصف 2006 وتم الانتهاء منه في صيف العام التالي، ليتم افتتاحه في يوليو 2007, ويكون الأرض الرسمية أو الملعب الرسمي لنادي شروزبري في موسم 2007-08, بعد هدم ملعب غاي ميدو، الملعب الرسمي للنادي لمدة 97 عاما (1910-2007).

## التسمية
«نيو ميدو» لم يكن التسمية الرسمية للملعب، واستخدم كعنوان رئيسي للعمل خلال عملية التخطيط والتنفيذ، بجانب عناوين وصفية أخرى مثل «أوتيلي رود ميدو», وتم استخدامهما في السنة الأولى من تاريخ الملعب، وفي 21 يوليو 2008, بعد إطلاق النادي مجموعة جديدة من القمصان لشركة بروستار، قامت الشركة بشراء حقوق التسمية لمدة 4 سنوات، لكن العقد لم يدم سوى لموسمين فقط، ففي أبريل 2010 قامت أغلبية الجمهور بالتصويت لتسمية الملعب باسم الشركة الراعية غرينهوس ليصبح اسم الملعب «غرينهوس ميدو», مع الإشارة إلى الملعب القديم (غاي ميدو).

## التصميم والبناء
شيد الملعب بواسطة شركة هول للبناء، التي بنت العديد من ملاعب أندية ورابطات كرة القدم، على نفقة نادي شروزبيري من الأموال التي جمعتها من بيع ملعب غاي ميدو لممولي العقارات.
يتميز الملعب بسعة 9875 جالس تتوزع في 4 منصات.
بعد الكثير من المشاورات، وكثير من الجدل، تم بناء المدرجات باللون الأزرق، مع كتابة أحرف STFC (اختصار لنادي شروزبوري تاون لكرة القدم Shrrewsbury Town Football Club) باللون الأصفر الكهرماني، المميز للنادي منذ سبعينات القرن الماضي، والذي يشعر كثير من أنصار النادي أنه قد بات جزءا فريدا ومميزا من تاريخ النادي، وذلك بعدما كان الاتفاق على أن تكون بالأزرق والأبيض (ألوان القميص الأول للنادي).

### المنصات
- المنصة الشرقية (رولاند ويشرلي): سميت باسم الرئيس الحالي للنادي «رولاند ويشرلي», وتشمل مرافق النادي للضيافة والاستقبال، وغرف تغيير الملابس، ومكاتب النادي، ومتجر النادي، والمقاعد من 1-7 بلوك.

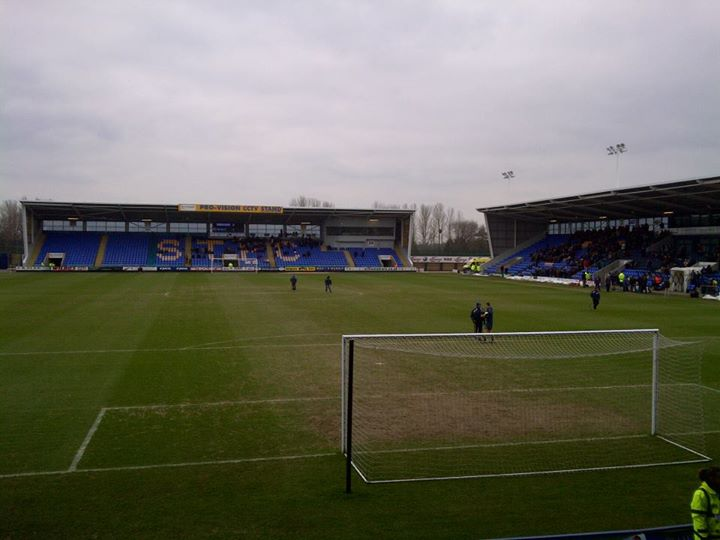
ملعب غرينهوس في يوم بارد من المنصة الجنوبية

- المنصة الجنوبية (سالوب ليجر): سميت باسم شركة سالوب للترفيه (سالوب ليجر), وهي الشركة الراعية للأعمال التجارية المحلية، وتضم المقاعد من 8-12 بلوك.

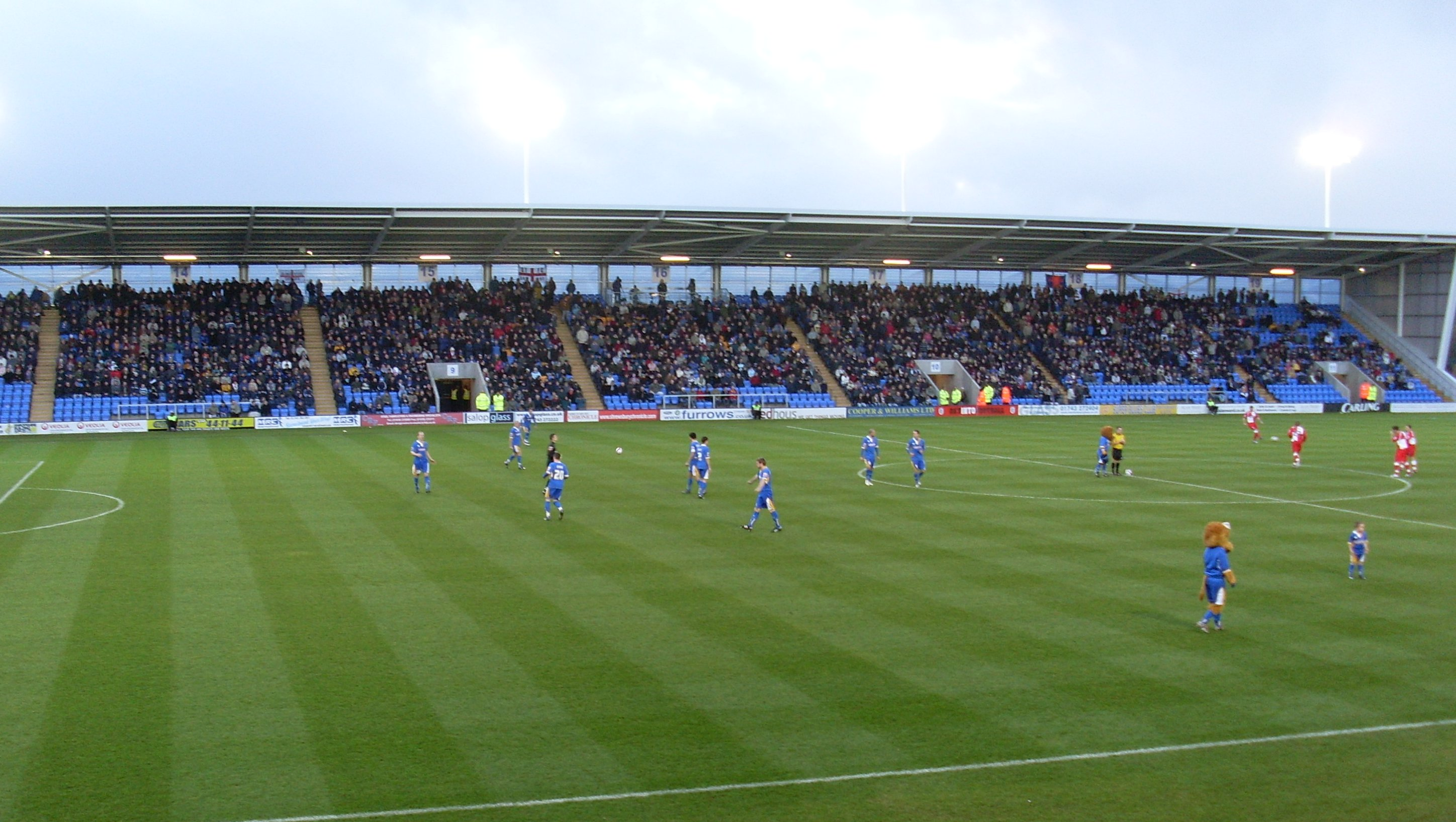
الملعب في إحدى المباريات من المنصة الغربية

- المنصة الغربية (منصة سوريدج): سميت باسم شركة سوريدج الموردة لـ والمعلنة عن قمصان النادي والشركة الراعية له، وتضم المقاعد من 13-19 بلوك.
- المنصة الشمالية: وهي منصة أجهزة البث والتصوير، لذا فإن عدد المقاعد بها أقل من المنصة الجنوبية، حيث تضم المقاعد من 20-24 بلوك.

## الحضور القياسي
كان الحضور القياسي في الملعب يوم 21 سبتمبر 2013, بعدد حضور 9510 شخص، عندما استضاف شروزبري وولفرهامبتون واندررز، وانتهت بخسارة المستضيف 1-0. وقدر عدد مشجعي شروزبري في ذلك اليوم بـ7917 مشجع، فيما قدر عدد مشجععي وولفرهامبتون بـ1593 مشجع.

## وصلات خارجية
- BBC News article on SARA/New Meadow controversy